# Ignacio Zaragoza (Carmen)
La localidad de Ignacio Zaragoza está situada en el Municipio de Carmen en el Estado de Campeche. Hay 384 habitantes. Es una localidad reconocida pupularmente por el paso del río Candelaria.

## La Agencia Municipal
La Agencia Municipal es la representación política y administrativa del Ayuntamiento en sus localidades y debe cumplir y hacer cumplir el Bando de Policía y Buen Gobierno, reglamentos municipales, circulares y demás disposiciones de carácter general dentro de su localidad, Auxiliar a las autoridades federales, estatales y municipales.

## Historia
Ignacio Zaragoza es una de las localidades con más antigüedad pues fue fundada en 1934 como puerto para envarque de chicle, su nombre anterior era originalmente el suspiro pero en 1997 tras la elevación a ejido fue modificado a Ignacio Zaragoza por el General Ignacio Zaragoza.

## Demografía
De acuerdo al censo de población y vivienda 2020 Ignacio Zaragoza tenía una población de 384 habitantes de los cuales 190 eran mujeres y 197 hombres